# Rosalita (Come Out Tonight)
Rosalita (Come Out Tonight) è una canzone del cantautore statunitense Bruce Springsteen, pubblicata nel 1973 sul suo album The Wild, the Innocent & the E Street Shuffle.
Diventò uno dei brani di maggior successo di Springsteen, pur non essendo stata pubblicata come singolo negli Stati Uniti. (È stata però pubblicata come singolo nei Paesi Bassi)
Nel 1986 è stata inserita nel primo album live del cantante, Live/1975-85, nel 2003 in The Essential Bruce Springsteen e nel 2009 nella raccolta Greatest Hits.

## Formazione
- Bruce Springsteen - voce, chitarra, armonica a bocca
- Clarence Clemons - sassofono, voce, cori
- Garry Tallent - basso, cori
- David Sancious - tastiere, pianoforte, organo
- Danny Federici - fisarmonica, [tastiere, pianoforte, organo
- Vini Lopez - batteria, cori

## Discografia
- 1973 – Bruce Springsteen, The Wild, the Innocent & the E Street Shuffle, LP, Columbia Records KC 32432
- 1986 – Bruce Springsteen and the E Street Band, Live/1975-85, LP (x5), Columbia Records C5X 40558, dal vivo, registrata durante il Darkness Tour il 7 luglio 1978 al Roxy Theatre di West Hollywood
- 1987 – Bruce Springsteen and the E Street Band, Live Collection, EP, CBS/Sony 20AP 3326, Giappone, dal vivo, registrata durante il Darkness Tour il 7 luglio 1978 al Roxy Theatre di West Hollywood
- 2006 – Bruce Springsteen and the E Street Band, Hammersmith Odeon London '75, CD (doppio), Columbia Records 82876 77995 2, dal vivo, registrata all'Hammersmith Odeon di Londra nell'autunno del 1975